# Joseph Durero
Joseph Tarife Durero SVD (ur. 13 kwietnia 1968 w Dapa) – filipiński duchowny katolicki, biskup Daru-Kiunga od 2021.

## Życiorys

### Prezbiterat
Święcenia kapłańskie przyjął 12 grudnia 1995 w zgromadzeniu werbistów. Pracował głównie w zakonnych parafiach na terenie Filipin i Papui-Nowej Gwinei. Był też m.in. przełożonym zakonnego dystryktu w Madang oraz wikariuszem generalnym tamtejszej archidiecezji.

### Episkopat
23 maja 2021 papież Franciszek mianował go biskupem diecezji Daru-Kiunga. Sakry udzielił mu 29 sierpnia 2021 kardynał John Ribat.